# Eriopyga syntypica
Eriopyga syntypica är en fjärilsart som beskrevs av George Francis Hampson 1918. Eriopyga syntypica ingår i släktet Eriopyga och familjen nattflyn. Inga underarter finns listade i Catalogue of Life.